# La Cerollera
La Cerollera (katalánul: La Sorollera) település Spanyolországban, Teruel tartományban. La Cerollera Belmonte de San José, Ráfales, Monroyo, Torre de Arcas, La Ginebrosa és La Cañada de Verich községekkel határos. Lakosainak száma 77 fő (2024).

## Népesség
A település népessége az utóbbi években az alábbiak szerint változott:
| Lakosok száma | 120  | 122  | 124  | 121  | 116  | 106  | 98   | 93   | 74   | 77   |
|               | 2001 | 2004 | 2007 | 2009 | 2012 | 2014 | 2017 | 2019 | 2022 | 2024 |